# Chris Brown
Christopher Maurice Brown (sinh ngày 5 tháng 5 năm 1989) là một ca sĩ, nhạc sĩ, vũ công và diễn viên người Mỹ. Theo Billboard, Brown là một trong những ca sĩ R&B thành công nhất trong thế hệ của mình, được nhiều khán giả đương thời vinh danh là "Ông hoàng nhạc R&B". Phong cách âm nhạc của Brown được định nghĩa là đa diện, với chất liệu R&B đặc trưng bởi ảnh hưởng từ một vài thể loại nhạc khác, chủ yếu là nhạc hip hop và pop. Ca từ của anh chủ yếu phát triển từ các chủ đề về tình dục, sự lãng mạn, cuộc sống vội vã, ham muốn, hối tiếc và xung đột trong cảm xúc. Brown đã thu hút cho mình số lượng lớn khán giả nghe nhạc và thường được so sánh với "ông hoàng nhạc pop" Michael Jackson về phong cách trình diễn trên sân khấu.
Năm 2004, Brown ký hợp đồng với Jive Records và phát hành album phòng thu đầu tay mang tên mình vào năm sau, album này sau đó đã được chứng nhận ba lần bạch kim bởi Hiệp hội Công nghiệp Ghi âm Hoa Kỳ (RIAA). Với đĩa đơn đầu tay "Run It!" đạt vị trí quán quân trên bảng xếp hạng Billboard Hot 100, Brown trở thành nam nghệ sĩ đầu tiên kể từ năm 1995 có đĩa đơn đầu tay dẫn đầu bảng xếp hạng. Album thứ hai của anh ấy, Exclusive (2007), là một thành công về mặt thương mại trên toàn thế giới, album mang tới bản hit quán quân thứ hai trên bảng xếp hạng Billboard Hot 100 của Brown là "Kiss Kiss". Năm 2009, Brown nhận tội hành hung bạn gái lúc đó là ca sĩ Rihanna. Cũng trong năm đó, anh phát hành album thứ ba, Graffiti, được xem là một thất bại về mặt thương mại so với các bản thu âm trước đó của anh. Sau Graffiti, Brown phát hành album thứ tư F.A.M.E. (2011), trở thành album đầu tiên của anh đứng đầu bảng xếp hạng Billboard 200. Album cho phát hành ra những đĩa đơn thành công, gồm "Yeah 3x", "Look at Me Now" và "Beautiful People", đồng thời mang về cho anh giải Grammy hạng mục Album nhạc R&B xuất sắc nhất. Album thứ năm của anh, Fortune, phát hành năm 2012, tiếp tục đứng đầu bảng xếp hạng Billboard 200.
Sau khi phát hành X (2014) và Royalty (2015), Brown phát hành album kép vào năm 2017, Heartbreak on a Full Moon, bao gồm 45 bài hát, sau này đã được chứng nhận vàng bởi Hiệp hội Công nghiệp Ghi âm Hoa Kỳ cho tổng doanh số bán hàng và đơn vị tương đương album. Album đạt hơn 500.000 đơn vị sau một tuần và sau đó đã được chứng nhận Bạch kim kép bởi Hiệp hội Công nghiệp Ghi âm Hoa Kỳ. Album phòng thu thứ chín của Brown Indigo được phát hành vào năm 2019, tiếp tục đứng đầu bảng xếp hạng Billboard 200. Album bao gồm cả đĩa đơn thành công hợp tác cùng Drake "No Guide", lọt vào top 5 trên Billboard Hot 100 và phá kỷ lục bài hát giữ vị trí quán quân lâu nhất trên bảng xếp hạng R&B/Hip-Hop Airplay của Billboard. Thành công trên bảng xếp hạng của bài hát này bị vượt qua bởi đĩa đơn "Go Crazy" được phát hành vào năm sau, hợp tác cùng Young Thug với vai trò là một phần của mixtape hợp tác Slime & B (2020).
Brown đã bán được hơn 197 triệu bản thu âm trên toàn thế giới, khiến anh trở thành một trong những nghệ sĩ âm nhạc bán chạy nhất mọi thời đại. Anh cũng là một trong những nghệ sĩ người Mỹ gốc Phi có doanh thu lưu diễn cao nhất trong lịch sử. Brown có nhiều ca khúc lọt vào Billboard Hot 100 nhất so với bất kỳ nam ca sĩ nào từ trước đến nay; cũng như có nhiều ca khúc lọt vào top 40 nhất so với bất kỳ ca sĩ R&B nào. Brown cũng được xếp hạng ở vị trí thứ ba trên bảng xếp hạng các nghệ sĩ R&B/Hip-Hop hàng đầu của Billboard trong thập niên 2010. Trong suốt sự nghiệp của mình, Brown đã giành được nhiều giải thưởng, bao gồm một giải Grammy, 18 giải BET, 4 giải Billboard Music Awards và 13 giải Soul Train Music. Ngoài âm nhạc, Brown còn được biết đến với sự nghiệp điện ảnh của mình. Năm 2007, anh tham gia diễn xuất Stomp the Yard, và xuất hiện với tư cách khách mời trong bộ phim truyền hình The O.C. Các bộ phim khác mà Brown đã xuất hiện bao gồm This Christmas (2007), Takers (2010), Think Like a Man (2012), Battle of the Year (2013) và She Ball (2020).

## Danh sách đĩa nhạc
- Chris Brown (2005)
- Exclusive (2007)
- Graffiti (2009)
- F.A.M.E. (2011)
- Fortune (2012)
- X (2014)
- Royalty (2015)
- Heartbreak on a Full Moon (2017)
- Indigo (2019)
- Breezy (2022)

## Danh sách phim
| Năm  | Tiêu đề                         | Vai diễn                 | Chú thích                  |
| ---- | ------------------------------- | ------------------------ | -------------------------- |
| 2007 | Stomp the Yard                  | Duron Williams           | Vai phụ                    |
| 2007 | This Christmas                  | Michael "Baby" Whitfield | Vai chính                  |
| 2010 | Takers                          | Jesse Attica             | Vai phụ, giám đốc sản xuất |
| 2012 | Think Like a Man                | Alex                     | Vai phụ                    |
| 2013 | Battle of the Year              | Rooster                  | Vai phụ                    |
| 2017 | Chris Brown: Welcome to My Life | Himself                  | Phim tài liệu              |
| 2020 | She Ball                        | T.A.K.O.                 | Vai phụ                    |

| Năm  | Tiêu đề                              | Vai trò       | Chú thích                                                                                                  |
| ---- | ------------------------------------ | ------------- | --- |
| 2006 | One on One                           | Chính anh     | "Recipe for Disaster" (mùa 5, tập 17)                                                                      |
| 2006 | Christmas in Washington              | Chính anh     | Ngôi sao khách mời                                                                                         |
| 2007 | Chris Brown: Journey to South Africa | Chính anh     | Phim tài liệu về chuyến lưu diễn đầu tiên của Brown đến châu Phi                                           |
| 2007 | The O.C.                             | Will Tutt     | "The My Two Dads" (mùa 4, tập 9) "The French Connection" (mùa 4, tập 10) "The Dream Lover" (mùa 4, tập 11) |
| 2007 | Sesame Street                        | Chính anh     | Ngôi sao khách mời                                                                                         |
| 2008 | The Suite Life of Zack & Cody        | Chính anh     | "Doin' Time in Suite 2330" (mùa 3, tập 20)                                                                 |
| 2011 | Tosh.0                               | Chính anh     | Mùa 3, tập 10                                                                                              |
| 2015 | Real Husbands of Hollywood           | Chính anh     | Mùa 4, tập 4                                                                                               |
| 2017 | Black-ish                            | Rich Youngsta | Ngôi sao khách mời                                                                                         |